# Oasis of the Seas
La Oasis of the Seas è una nave da crociera della compagnia di navigazione Royal Caribbean International. 
Ha tre navi gemelle: la Allure of the Seas, la Harmony of the Seas e la Symphony of the Seas.

## Dati generali
Con i suoi 362 m di lunghezza, 47 m di larghezza (sulla linea di galleggiamento) e 220 000 tonnellate di stazza, al momento del varo era la nave passeggeri più grande del mondo, superando il record di grandezza appartenente precedentemente alla Freedom of the Seas (nave della medesima compagnia crocieristica).
Ordinata nel febbraio 2006, la costruzione ha avuto inizio nel 2007 e il varo ufficiale è avvenuto il 22 novembre 2008.
Una volta terminato il completamento nei cantieri navali di Turku, in Finlandia, l'entrata in servizio con il viaggio inaugurale è stata programmata per l'inizio di dicembre del 2009 ospitando 5 400 passeggeri in 2 700 camere distribuite su 16 ponti.
Insieme alle sue navi gemelle, fa parte del Progetto Genesi.

## Tecnica
Le tre eliche, installate su propulsori azimutali (Pod), sono in grado di ruotare di 360° intorno ad un asse verticale; sono spinte da motori elettrici alimentati dai sei banchi di generatori diesel della nave e sono controllabili tramite un joystick dal ponte di comando. I rimorchiatori nelle manovre in porto sono superflui.
La stazza lorda della Oasis of the Seas ammonta a 225 282 tsl. Il suo dislocamento - ovvero la reale massa della nave - è stimata a 100 000 tonnellate metriche, leggermente inferiore a quella di una nave portaerei americana di classe Nimitz.
Per mantenere la nave stabile senza aumentare eccessivamente il pescaggio, i progettisti hanno creato un ampio scafo; la parte di nave che si trova al di sotto della superficie dell'acqua è di soltanto 9.3 metri, corrispondente ad una piccola percentuale della sua altezza totale.

## Interni
Il Progetto Genesi prevede interni radicalmente diversi dalle convenzionali navi da crociera.
La Boardwalk è una delle sue innovazioni: l'area è una passeggiata a cielo aperto con vari locali, progettata per somigliare ad un borgo mediterraneo.
I balconcini di alcune camere vi si affacciano sopra per i due lati più lunghi, su sei ponti; la parete rivolta a prua è una vetrata e separa l'area da un grande locale notturno; a poppa, all'aperto, si trova un anfiteatro, l'Aqua Theater, dedicato agli spettacoli acquatici.
Con il nome di Central Park viene definita una zona simile alla Boardwalk, ma costituita da un grande giardino, anch'essa a cielo aperto dove si trovano punti di ristoro piuttosto sofisticati ed eleganti. È dotata di centinaia di piante diverse, curate totalmente a mano dal giardiniere di bordo.
Mentre il nome di Royal Promenade è relativo all'area commerciale della nave, situata nei tre ponti appena sotto Central Park, al quale si può anche accedere da un innovativo bar in grado di spostarsi verticalmente dalla Royal Promenade ad, appunto, Central Park.
Il ponte superiore è occupato in gran parte dalla zona sportiva e da quella delle piscine. La prima è costituita da un campo sportivo funzionale a molteplici sport, un campo da golf, una pista da corsa e due simulatori di onde per il surf (al di fuori della zona specifica vi sono anche due pareti per arrampicate). La zona piscine comprende diverse vasche, ognuna con una caratteristica particolare, come l'H2O Zone, dedicata ai bambini; molte altre vasche più piccole dotate di idromassaggio ed un grande solarium che si differenzia dalle navi delle altre compagnie perché fisso, quindi con altre piscine ed attrezzature situate al suo interno. È da ricordare che le piscine di questa nave sono grandi e capienti per circa il doppio della precedente classe Freedom che deteneva il record di maggiore stazza.
È presente anche una zona destinata specificatamente ai bambini, denominata Youth Zone, letteralmente "area per i giovani", relativamente più curata rispetto alle altre compagnie crocieristiche, un esempio può essere il teatro dedicato esclusivamente ai bambini.
Poi c'è l'area dedicata agli spettacoli, come in tutte le navi da crociera, che però è di proporzioni simili a quelle della nave stessa: include un casinò, una pista di pattinaggio sul ghiaccio, alcuni locali dotati di piano bar e di un teatro, che quindi sono visibilmente più grandi. Il 15 settembre 2014 è attraccata per la prima volta nel porto di Civitavecchia (Roma) proveniente da Barcellona in occasione della prima crociera nel Mediterraneo di una nave della sua classe.

## Citazioni e riferimenti
La nave è stata ampiamente descritta nell'episodio "Navi da Record" della trasmissione "Megacostruzioni" realizzata da National Geographic Channel.